# Atelura
Atelura (лат.) — род щетинохвосток из семейства николетиды (Nicoletiidae). Включает несколько мирмекофильных видов, обитающих в гнёздах муравьёв. Тело овальной формы, покрыто чешуйками. Грудь и брюшко примерно одинаковой длины. Хвостовая нить и церки вдвое короче брюшка.
Муравьиная щетинохвостка Atelura formicaria живёт в муравейниках бурого лесного муравья (Formica fusca) и некоторых других видов и родов (Camponotus, Formica cunicularia, Formica gagates, Lasius, Messor, Tetramorium), выпрашивает пищу у хозяев в момент трофаллаксиса.

## Список видов
Более 10 видов:
- Atelura anommatis Escherich, 1905
- Atelura cavicola (Joseph, 1882)
- Atelura cucullata Folsom, 1923
- Atelura formicaria Heyden, 1855 (=Lepisma formicaria Lubbock, 1873) — южная, центральная и восточная Европа[7]
- Atelura guiana Folsom, 1923
- Atelura minutella Silverstri, 1908
- Atelura montana (Stach, 1939) (=Lepidoatelura montana Stach, 1939)[8] — Болгария, Югославия
- Atelura natalensis Brown, 1926 — Наталь, Южная Африка
- Atelura praestans (Silvestri, 1901)
- Atelura seticeps Silvestri, 1908
- Atelura valenciana Molero-Baltanas, Gaju-Ricart, Bach de Roca & Mendes, 1998 — Испания[5]